# فهرست آثار ملی شهرستان لارستان
فهرست آثار ملی شهرستان لارستان بخشی از آثار ملی استان فارس در ایران است.
آثار ثبت‌شده شهرستان در این فهرست شامل ۱۴۹ اثر است.

## فهرست
| کد ثبتی | نام                              | شهر     | موقعیت جغرافیایی                                                                                       | طول و عرض جغرافیایی                                                    | سال ثبت    | قدمت                        | نگاره            |
| ------- | -------------------------------- | ------- | --- | ---------------------------------------------------------------------- | ---------- | --------------------------- | ---------------- |
| ۳۱۵     | بازار قیصریه لار                 | لارستان | | ۲۷°۴۱′۲٫۶۵″ شمالی ۵۴°۲۰′۲۲٫۳۵″ شرقی / ۲۷٫۶۸۴۰۶۹۴°شمالی ۵۴٫۳۳۹۵۴۱۷°شرقی | ۱۳۱۷/۰۸/۲۱ | اسلامی ـ قرن ۱۱ ق           | بازار قیصریه لار |
| ۹۶۲     | مقبره شیخ عبدالسلام              | لارستان | بخش خنج                                                                                                |                                                                        | ۱۳۵۲/۱۰/۰۸ | ایلخانیان                   |                  |
| ۹۷۳     | باغ نشاط                         | لارستان | |                                                                        | ۱۳۵۳/۰۵/۱۳ | افشاریه ـ قرن ۱۲ (۱۱۵۶ق)    |                  |
| ۹۷۵     | مناره مجاور قصر شیخ دانیال خنجی  | لارستان | در بخش خنج                                                                                             |                                                                        | ۱۳۵۳/۰۵/۰۱ | قرن ۸ (۷۱۱ق)                |                  |
| ۱۲۲۹    | آب‌انبار اوز                      | لارستان | اوز، ۳۰ کیلومتری لار                                                                                   |                                                                        | ۱۳۵۳/۰۵/۱۵ | اواخر صفویه                 |                  |
| ۱۳۲۳    | امامزاده شاه فخرالدین            | لارستان | بخش خنج                                                                                                |                                                                        | ۱۳۵۵/۱۰/۰۶ | ایلخانیان و صفویه           |                  |
| ۱۳۲۴    | برکه بام بلند                    | لارستان | |                                                                        | ۱۳۵۵/۱۰/۰۶ | اسلامی                      |                  |
| ۱۳۲۵    | آب‌انبار آقا                      | لارستان | مجاور بقعه میر علی بن حسین                                                                             |                                                                        | ۱۳۵۵/۱۰/۰۶ | صفویه                       |                  |
| ۱۳۲۶    | آب‌انبارهای شماره یک و دو سیدجعفر | لارستان | محله کورچون                                                                                            |                                                                        | ۱۳۵۵/۱۰/۰۶ | اسلامی                      |                  |
| ۱۳۷۹    | آب‌انبارهای بنارویه               | لارستان | بنارویه در محدوده لار                                                                                  |                                                                        | ۱۳۵۶/۰۳/۰۲ | صفویه                       |                  |
| ۱۶۱۹    | کاروان‌سرای نو (کاروان‌سرای گلشن)  | لارستان | |                                                                        | ۱۳۵۷/۰۴/۲۶ | صفویه                       |                  |
| ۲۰۲۹    | آب‌انبار سلفی                     | لارستان | اوز، محله محمودی                                                                                       |                                                                        | ۱۳۷۷/۰۴/۰۴ | اواخر تیموریان              |                  |
| ۲۰۳۵    | مسجد جامع جویم                   | لارستان | جویم لارستان                                                                                           |                                                                        | ۱۳۷۷/۰۳/۳۰ | صفویه                       |                  |
| ۲۰۳۶    | کاروان‌سرای جویم                  | لارستان | محله میان ده جویم لارستان                                                                              |                                                                        | ۱۳۷۷/۰۳/۳۰ | صفویه                       |                  |
| ۲۰۳۸    | آب‌انبار ملا محمد اوز             | لارستان | اوز، خ شهید رجائی، جنب سالن غذاخوری                                                                    |                                                                        | ۱۳۷۷/۰۳/۳۰ | افشاریه                     |                  |
| ۲۰۳۹    | حمام خور                         | لارستان | روستای خور                                                                                             |                                                                        | ۱۳۷۷/۰۳/۳۰ | قاجاریه                     |                  |
| ۲۳۱۶    | سردر مسجد جامع خنج               | لارستان | بخش خنج محله حاج محمدابونجم                                                                            |                                                                        | ۱۳۷۸/۰۱/۲۳ | قرن ۷ تا ۸ ق                |                  |
| ۲۳۱۷    | آرامگاه شیخ حاج محمد ابونجم      | لارستان | بخش خنج محله حاج شیخ محمدابونجم                                                                        |                                                                        | ۱۳۷۸/۰۱/۲۳ | قرن ۷ ق                     |                  |
| ۲۳۶۹    | چهارطاقی فیشور                   | لارستان | لار، روستای محلچه                                                                                      |                                                                        | ۱۳۷۸/۰۴/۱۴ | ساسانی                      |                  |
| ۲۵۹۰    | آرامگاه شیخ قاضی حسن             | لارستان | بخش خنج محله شعیبی                                                                                     |                                                                        | ۱۳۷۸/۱۱/۲۷ | قرن ۸ ق                     |                  |
| ۲۶۱۸    | آرامگاه شیخ شعیب                 | لارستان | بخش خنج محله شعیبی                                                                                     |                                                                        | ۱۳۷۸/۱۲/۲۵ | قرن ۸ ق                     |                  |
| ۴۷۰۸    | کاروان‌سرای بنارویه               | لارستان | شهرستان لار، نبش خ اصلی بنارویه، در مسیر جاده تجار قدیم شیراز بهم جمهرم، لار                           |                                                                        | ۱۳۸۰/۱۱/۲۳ | صفویه                       |                  |
| ۶۷۷۹    | کاروان‌سرای بزرگ بریز             | لارستان | فارس، شهرستان لار، بخش مرکزی، روستای بریز                                                              |                                                                        | ۱۳۸۱/۱۰/۱۰ | قاجاریه                     |                  |
| ۸۶۷۸    | خانه محمودی                      | لارستان | شهر لار، محله قنبر بیگی، جنب آب انبار قنبر بیگی                                                        |                                                                        | ۱۳۸۲/۰۳/۱۰ | زندیه                       |                  |
| ۱۰۵۰۳   | آب‌انبار محمدعلی بیگ‌لار           | لارستان | لار، خیابان ساحلی، سمت چپ خیابان، بالاتر از حسینیه سادات مسافرخانه امامین حسن و حسین (ع) عباسی         |                                                                        | ۱۳۸۲/۰۸/۰۲ | صفویه                       |                  |
| ۱۰۵۰۴   | قبرمادر نادر شاه                 | لارستان | لار، ضلع شرقی قلعه اژدها پیکر                                                                          |                                                                        | ۱۳۸۲/۰۸/۰۲ | متاخر اسلامی                |                  |
| ۱۰۵۰۵   | آب‌انبار معتمد                    | لارستان | لار، انتهای محله پیرغیب، سه راه شهید باقر پوریان                                                       |                                                                        | ۱۳۸۲/۰۸/۰۲ | قاجاریه                     | آب‌انبار معتمد    |
| ۱۰۵۰۷   | قلعه اژدهاپیکر                   | لارستان | شهرستان لارستان، غرب شهر لار                                                                           | ۲۷°۴۱′۸٫۱۶″ شمالی ۵۴°۲۰′۰٫۷۴″ شرقی / ۲۷٫۶۸۵۶۰۰۰°شمالی ۵۴٫۳۳۳۵۳۸۹°شرقی  | ۱۳۸۲/۰۸/۰۲ | تاریخی ـ اسلامی             |                  |
| ۱۲۶۸۷   | خانه علی یار سپند آسا            | لارستان | شهرستان لارستان، بخش مرکزی، شهر قدیمی لار، محله آرد فروشان                                             |                                                                        | ۱۳۸۴/۰۵/۱۹ | قاجاریه                     |                  |
| ۱۲۶۸۸   | خانه بمان علی مویدی              | لارستان | شهرستان لارستان، بخش مرکزی، شهر قدیم لار، خ شمالی بازار قیصریه                                         |                                                                        | ۱۳۸۴/۰۵/۱۹ | قاجاریه                     |                  |
| ۱۲۶۹۰   | آب‌انبار سید عباس                 | لارستان | شهرستان لارستان، بخش مرکزی، شهر قدیم لا ر، تقاطع خ مدرس شمالی و خ آیت الله سعیدی                       |                                                                        | ۱۳۸۴/۰۵/۱۹ | قاجاریه                     |                  |
| ۱۲۶۹۱   | برکه قوال                        | لارستان | شهرستان لارستان، شهر قدیم لار، خ آیت الله خامنه‌ای، کوچه روبروی مسافرخانه اتحاد                         |                                                                        | ۱۳۸۴/۰۵/۱۹ | قاجاریه                     |                  |
| ۱۲۶۹۲   | حسینیه حاج علی وکیل              | لارستان | شهرستان لارستان، بخش مرکزی، شهر قدیم لار، محله سبز کوه                                                 |                                                                        | ۱۳۸۴/۰۵/۱۹ | قاجاریه                     |                  |
| ۱۲۶۹۳   | برکه باغ                         | لارستان | شهرستان لارستان، بخش مرکزی، شهر قدیم لار، محله نو بالاتر ازمسجد ولی عصر (ع) کوچه آبی                   |                                                                        | ۱۳۸۴/۰۵/۱۹ | قاجاریه                     |                  |
| ۱۲۶۹۴   | آرامگاه پیر درویش عالی           | لارستان | شهرستان لارستان، بخش مرکزی، شهر قدیم لار، ۵ کیلومتری جاده لار، لطیفی به بندر عباس                      |                                                                        | ۱۳۸۴/۰۵/۱۹ | اسلامی                      |                  |
| ۱۲۶۹۵   | آب‌انبار قصاب                     | لارستان | شهرستان لارستان، بخش مرکزی، شهر لار، خ حاج غفوری، محله پیرغیب                                          |                                                                        | ۱۳۸۴/۰۵/۱۹ | زندیه                       |                  |
| ۱۲۶۹۷   | آب‌انبار حاجی نظر حاجی ابول       | لارستان | شهرستان لارستان، بخش مرکزی، شهر قدیم لار، محله امامزاده، خ مدرس شمالی                                  |                                                                        | ۱۳۸۴/۰۵/۱۹ | قاجاریه                     |                  |
| ۱۲۶۹۸   | آب‌انبار نو                       | لارستان | شهرستان لارستان، بخش مرکزی، شهر قدیم لار، محله پیر غیب، جنب کانون قرآن بانوان، (مکتب الزهرا)           |                                                                        | ۱۳۸۴/۰۵/۱۹ | قاجاریه                     |                  |
| ۱۲۶۹۹   | کاروان‌سرای شتر خانه جویم         | لارستان | شهرستان لارستان، بخش جویم، داخل شهر، جنوب شرقی کاروانسرای ابوالحسن                                     |                                                                        | ۱۳۸۴/۰۵/۱۹ | زندیه                       |                  |
| ۱۲۷۰۰   | آب‌انبار آرد فروشان               | لارستان | شهرستان لارستان، بخش مرکزی، شهر قدیم لار، خ شمالی بازار قیصریه، روبروی درب شمالی بازار                 |                                                                        | ۱۳۸۴/۰۵/۱۹ | صفویه                       |                  |
| ۱۲۷۰۱   | مسجد نو                          | لارستان | شهرستان لارستان، بخش مرکزی، شهر قدیم لار، محله پیرغیب جنب آب انبار نو                                  |                                                                        | ۱۳۸۴/۰۵/۱۹ | قاجاریه                     |                  |
| ۱۲۷۰۲   | برکه شغال                        | لارستان | شهرستان لارستان، بخش مرکزی، شهرقدیم لار، خ مسجدولیعصر، آب انبار تازه آباد                              |                                                                        | ۱۳۸۴/۰۵/۱۹ | قاجاریه                     |                  |
| ۱۲۷۰۳   | آب‌انبار دهن شیر                  | لارستان | شهرستان لارستان، بخش مرکزی، شهر قدیم لار، خ شرقی بازار قیصریه، جنب پیر پنهان                           |                                                                        | ۱۳۸۴/۰۵/۱۹ | صفویه                       |                  |
| ۱۲۷۰۴   | برکه فرودگاه لار                 | لارستان | شهرستان لارستان، بخش مرکزی، شهرقدیم لار، مسیر جاده لار، براک، کنار باند فرودگاه                        |                                                                        | ۱۳۸۴/۰۵/۱۹ | قاجاریه                     |                  |
| ۱۲۷۰۵   | کاروان‌سرای خواجه ابوالحسن        | لارستان | شهرستان لارستان، بخش جویم، جنب دبستان شهید باهنر و کاروانسرای شترخانی                                  |                                                                        | ۱۳۸۴/۰۵/۱۹ | زندیه                       |                  |
| ۱۲۷۰۶   | کاروان‌سرای عبد کثیر              | لارستان | شهرستان لارستان، بخش اوز، یک کیلومتری اوز، لار، کنار مقبره عبدکثیر                                     |                                                                        | ۱۳۸۴/۰۵/۱۹ | قاجاریه                     |                  |
| ۱۲۷۰۸   | آب‌انبار پیرغیب                   | لارستان | شهرستان لارستان، بخش مرکزی، شهر لار، خ حاج غفوری، محله پیرغیب                                          |                                                                        | ۱۳۸۴/۰۵/۱۹ | صفویه                       |                  |
| ۱۲۷۰۹   | آب‌انبار نصرالله کوریچان          | لارستان | شهرستان لارستان، بخش مرکزی، شهر قدیم لار، خ مدرس جنوبی، محله کوریچان                                   |                                                                        | ۱۳۸۴/۰۵/۱۹ | قاجاریه                     |                  |
| ۱۲۷۱۰   | خانه طالب منیری                  | لارستان | شهرستان لارستان، بخش مرکزی، شهرقدیم لار، پشت کاروانسرای گلشن                                           |                                                                        | ۱۳۸۴/۰۵/۱۹ | زندیه ـ قاجاریه             |                  |
| ۱۲۷۱۱   | آب‌انبار سبز کولار                | لارستان | شهرستان لارستان، بخش مرکزی، شهر قدیم لار، محله آقا، خ مدرس جنوبی                                       |                                                                        | ۱۳۸۴/۰۵/۱۹ | قاجاریه                     |                  |
| ۱۲۷۱۳   | خانه نعمت‌الله قنادی              | لارستان | شهرستان لارستان، بخش مرکزی، شهرقدیم لار، محله جاشهر، مجاور حسینیه حاج کاظمی                            |                                                                        | ۱۳۸۴/۰۵/۱۹ | قاجاریه                     |                  |
| ۱۲۷۱۴   | کاروان‌سرای رضا قلی خان           | لارستان | شهرستان لارستان، بخش جویم، خ کاروانسرا، جنب برکه میانده                                                |                                                                        | ۱۳۸۴/۰۵/۱۹ | قاجاریه                     |                  |
| ۱۲۷۱۵   | آب‌انبار مدرسه                    | لارستان | شهرستان لارستان، بخش مرکزی، شهرقدیم لار، محله آرد فروشان، کوچه روبروی مسجد حاج کاظمی                   |                                                                        | ۱۳۸۴/۰۵/۱۹ | قاجاریه                     |                  |
| ۱۲۷۱۶   | آرامگاه سیف‌الله قتال             | لارستان | شهرستان لارستان، بخش بیرم، دهستان عمادده، شهر عمادده، محله سادات، جنب مسجد جامع قدیم                   |                                                                        | ۱۳۸۴/۰۵/۱۹ | ایلخانیان                   |                  |
| ۱۲۷۱۷   | چهارطاقی حوزه علمیه              | لارستان | شهرستان لارستان، بخش مرکزی، شهرقدیم لار، محله آرد فروشان، کوچه روبروی مسجد حاج کاظم لاری               |                                                                        | ۱۳۸۴/۰۵/۱۹ | اسلامی                      |                  |
| ۱۲۷۱۸   | آب‌انبار درب شازده                | لارستان | شهرستان لارستان، بخش مرکزی، شهرلار، بلوار سید علی اصغرلاری، محله نو، پشت مسجد شازده                    |                                                                        | ۱۳۸۴/۰۵/۱۹ | صفویه                       |                  |
| ۱۲۷۱۹   | آب‌انبار کورو                     | لارستان | شهرستان لارستان، بخش مرکزی، شهرقدیم لار، خ راحلی، امتدادکوچه باغ نشاط، پشت حسینیه فاطمه الزهرا         |                                                                        | ۱۳۸۴/۰۵/۱۹ | قاجاریه                     |                  |
| ۱۲۷۲۰   | کاروان‌سرای غرب اوز (سیفا)        | لارستان | شهرستان لارستان، بخش اوز، ۵ کیلومتری غرب اوز، کنار جاده اصلی لار، اوز                                  |                                                                        | ۱۳۸۴/۰۵/۱۹ | صفویه                       |                  |
| ۱۲۷۲۱   | آب‌انبار بازار کهنه               | لارستان | شهرستان لارستان، بخش مرکزی، شهرقدیم لار، ضلع جنوب شرقی، فلکه مدرس                                      |                                                                        | ۱۳۸۴/۰۵/۱۹ | قاجاریه                     |                  |
| ۱۲۷۲۳   | چهار برکه دوم بگال               | لارستان | شهرستان لارستان، بخش مرکزی، شهرقدیم حور، محله دم دروازه، جاده بگال                                     |                                                                        | ۱۳۸۴/۰۵/۱۹ | قاجاریه                     |                  |
| ۱۲۷۲۴   | چهاربرکه اول بگال                | لارستان | شهرستان لارستان، بخش مرکزی، شهر قدیم لار، محله دم دروازه، اول جاده بگال، پشت قلعه اژدها پیکر           |                                                                        | ۱۳۸۴/۰۵/۱۹ | قاجاریه                     |                  |
| ۱۲۷۲۵   | خرفخانه لار                      | لارستان | شهرستان لارستان، بخش مرکزی، شهر لار، جاده قدیم لار به شیراز، ۵ کیلومتری سمت چپ جاده لاربه دشت کاسه دار |                                                                        | ۱۳۸۴/۰۵/۱۹ | قاجاریه                     |                  |
| ۱۲۷۲۶   | آب‌انبار پشته سنگر                | لارستان | شهرستان لارستان، بخش مرکزی، شهر لار، ۷ کیلومتری جاده قدیم شیراز، جاده لار، دهکویه                      |                                                                        | ۱۳۸۴/۰۵/۱۹ | قاجاریه                     |                  |
| ۱۲۷۲۸   | آب‌انبارسید بابا بزرگ یک          | لارستان | شهرستان لارستان، بخش مرکزی، شهر خور، منطقه پدز                                                         |                                                                        | ۱۳۸۴/۰۵/۱۹ | قاجاریه                     |                  |
| ۱۲۷۲۹   | آب‌انبار باغچه شیخ                | لارستان | شهرستان لارستان، بخش مرکزی، شهرقدیم لار، محله کوریچان، محله باغچه شیخ بعد از ساباط                     |                                                                        | ۱۳۸۴/۰۵/۱۹ | صفویه                       |                  |
| ۱۲۷۳۰   | آب‌انبار سه راه بندرعباس          | لارستان | شهرستان لارستان، بخش مرکزی، شهرقدیم لار، سهر راه بند عباس، جنب پارک محله‌ای                             |                                                                        | ۱۳۸۴/۰۵/۱۹ | صفویه                       |                  |
| ۱۲۷۳۱   | بند کلک کلک                      | لارستان | شهرستان لارستان، بخش مرکزی، شهرقدیم، جاده قدیم لار به شیراز، حدود ۶ کیلومتری جاده خاکی                 |                                                                        | ۱۳۸۴/۰۵/۱۹ | صفویه                       |                  |
| ۱۲۷۳۲   | خانه علی اصغر زرآور              | لارستان | شهرستان لارستان، بخش مرکزی، شهرقدیم لار، خ سادات، جنب آب انبار چهه                                     |                                                                        | ۱۳۸۴/۰۵/۱۹ | اواخر قاجار ـ پهلوی اول     |                  |
| ۱۲۷۳۳   | حمام پیر غیب                     | لارستان | شهرستان لارستان، بخش مرکزی، شهرقدیم لار، محله پیر غیب، خ غفوری، کنار مسجد پیرغیب                       |                                                                        | ۱۳۸۴/۰۵/۱۹ | اسلامی ـ قاجاریه            |                  |
| ۱۲۷۳۴   | آرامگاه عبد کثیر                 | لارستان | شهرستان لارستان، بخش مرکزی، شهر لار، یک کیلومتری اوز، کنار کاروانسرای عبد کثیر                         |                                                                        | ۱۳۸۴/۰۵/۱۹ | صدر اسلام                   |                  |
| ۱۲۷۳۵   | مسجد جامع خور                    | لارستان | شهرستان لارستان، بخش مرکزی، شهرخور، مرکز شهر خور                                                       |                                                                        | ۱۳۸۴/۰۵/۱۹ | اسلامی ـ قاجاریه            |                  |
| ۱۲۷۳۶   | کاروان‌سرای پشته سنگر             | لارستان | شهرستان لارستان، بخش مرکزی، شهر لار، ۷ کیلومتری جاده قدیم لار، شیراز، روبروی کارخانه سنگ گچ لولو       |                                                                        | ۱۳۸۴/۰۵/۱۹ | قاجاریه                     |                  |
| ۱۲۷۳۷   | حمام پدز                         | لارستان | شهرستان لارستان، بخش مرکزی، شهرخور، منطقه پدز                                                          |                                                                        | ۱۳۸۴/۰۵/۱۹ | افشاریه                     |                  |
| ۱۲۷۳۸   | آرامگاه پیر ابوالعراق            | لارستان | شهرستان لارستان، بخش مرکزی، شهر خور، ۳ کیلومتری جاده خور، براک، نرسیده به شهرک صنعتی                   |                                                                        | ۱۳۸۴/۰۵/۱۹ | قاجاریه                     |                  |
| ۱۲۷۳۹   | آرامگاه پیر زاویه لار            | لارستان | شهرستان لارستان، بخش مرکزی، شهر قدیم لار، خ مدرس شمالی، کوچه روبروی مسجد جامع سمت چپ                   |                                                                        | ۱۳۸۴/۰۵/۱۹ | صدر اسلام                   |                  |
| ۱۲۷۴۰   | حمام میر در                      | لارستان | شهرستان لارستان، بخش مرکزی، شهر قدیم لا ر، ضلع جنوبی مسجد فضل اله خانی وضلع غربی کاروانسرای نو         |                                                                        | ۱۳۸۴/۰۵/۱۹ | صفویه                       |                  |
| ۱۲۷۴۱   | برکه حاج غلامرضا معتمد براک      | لارستان | شهرستان لارستان، بخش مرکزی، شهر لار، روبروی شرکت تعاونی روستای حومه لار                                |                                                                        | ۱۳۸۴/۰۵/۱۹ | قاجاریه                     |                  |
| ۱۲۷۴۲   | خانه سوداگر اوز                  | لارستان | شهرستان لارستان، بخش اوز، کوچه حمام سوداگر اوز، پ ۹۷۲۸                                                 |                                                                        | ۱۳۸۴/۰۵/۱۹ | قاجاریه                     |                  |
| ۱۲۷۴۳   | پیر پدز                          | لارستان | شهرستان لارستان، بخش مرکزی، شهر خور، منطقه پدز، کنار حمام پدز                                          |                                                                        | ۱۳۸۴/۰۵/۱۹ | قاجاریه                     |                  |
| ۱۲۷۴۴   | آب‌انبار غسالخانه کوریجان         | لارستان | شهرستان لارستان، بخش مرکزی، شهر قدیم لار، محله کوریجان، ضلع شرقی مدرس جنوبی                            |                                                                        | ۱۳۸۴/۰۵/۱۹ | قاجاریه                     |                  |
| ۱۲۷۴۵   | آب‌انبار فتحعلی خان               | لارستان | شهرستان لارستان، بخش مرکزی، شهرقدیم لار، خ هنگ، بعد ازپاسگاه نیروی انتظامی                             |                                                                        | ۱۳۸۴/۰۵/۱۹ | قاجاریه                     |                  |
| ۱۲۷۴۶   | آسیاب آبی                        | لارستان | شهرستان لارستان، بخش مرکزی، شهر لار، ۴ کیلومتری جاده قدیم لار، شیراز                                   |                                                                        | ۱۳۸۴/۰۵/۱۹ | اسلامی                      |                  |
| ۱۲۷۴۷   | آب‌انبار تارآباد                  | لارستان | شهرستان لارستان، بخش مرکزی، شهر قدیم لار، خ آیت الله، خامنه‌ای بالاتر ازمسجد ولی عصر، محل نو            |                                                                        | ۱۳۸۴/۰۵/۱۹ | قاجاریه                     |                  |
| ۱۲۷۴۸   | آب‌انبار سیدبابا بزرگ دو          | لارستان | شهرستان لارستان، بخش مرکزی، شهر خورمنطقه پدز                                                           |                                                                        | ۱۳۸۴/۰۵/۱۹ | قاجاریه                     |                  |
| ۱۲۷۴۹   | خانه محمد رضا نوروزپور           | لارستان | شهرستان لارستان، بخش مرکزی، شهرقدیم لار، خ شمال بازارقیصریه، محله جاشهر                                |                                                                        | ۱۳۸۴/۰۵/۱۹ | اواخر قاجار ـ پهلوی اول     |                  |
| ۱۲۷۵۰   | آب‌انبار رضا پور                  | لارستان | شهرستان لارستان، بخش مرکزی، شهر قدیم لار، خ مدرس جنوبی، پشت حوزه علمیه جدید                            |                                                                        | ۱۳۸۴/۰۵/۱۹ | قاجاریه                     |                  |
| ۱۲۷۵۱   | آب‌انبار سقاخانه کوریچان          | لارستان | شهرستان لارستان، بخش مرکزی، شهر قدیم لار، محله کوریچان، ضلع شرقی خ مدرس جنوبی                          |                                                                        | ۱۳۸۴/۰۵/۱۹ | قاجاریه                     |                  |
| ۱۲۷۵۲   | آب‌انبار کنار پذر                 | لارستان | شهرستان لارستان، بخش مرکزی، شهر خور، منطقه پذر، ۱۰۰م گاوچاه شماره ۲                                    |                                                                        | ۱۳۸۴/۰۵/۱۹ | افشاریه                     |                  |
| ۱۲۷۵۳   | حمام خضرجویم                     | لارستان | شهرستان لارستان، شهر جویم، یک کیلومتری جنوب غربی جویم، محله گودکر                                      |                                                                        | ۱۳۸۴/۰۵/۱۹ | صفویه                       |                  |
| ۱۲۷۵۴   | عصارخانه لار                     | لارستان | شهرستان لارستان، بخش مرکزی، شهر قدیم لار، پشت قلعه اژدها پیکر                                          |                                                                        | ۱۳۸۴/۰۵/۱۹ | قاجاریه                     |                  |
| ۱۲۷۵۵   | برکه شماره ۳پدز                  | لارستان | شهرستان لارستان، بخش مرکزی، شهر خور، منطقه پذر، ۲۰۰م شمال شرقی حمام پذر                                |                                                                        | ۱۳۸۴/۰۵/۱۹ | قاجاریه                     |                  |
| ۱۲۷۵۶   | آرامگاه پیرخور                   | لارستان | شهرستان لارستان، بخش مرکزی، شهر خور، جاده لاربه خور، ۵۰۰م شهر خور مقابل شهرداری                        |                                                                        | ۱۳۸۴/۰۵/۱۹ | اسلامی                      |                  |
| ۱۲۷۵۷   | آب‌انبار حاجی محمداسماعیل         | لارستان | شهرستان لارستان، شهر خنج، خ رودخانه میر شریف، جنب آب انبار کله                                         |                                                                        | ۱۳۸۴/۰۵/۱۹ | صفویه                       |                  |
| ۱۲۷۵۸   | آرامگاه شاه سلطان عباس           | لارستان | شهرستان لارستان، بخش مرکزی، شهر قدیم لار، خ ساحلی، کوچه اداره ارشاد                                    |                                                                        | ۱۳۸۴/۰۵/۱۹ | صفویه                       |                  |
| ۱۲۷۵۹   | آرامگاه پیرشاه عباس خور          | لارستان | شهرستان لارستان، بخش مرکزی، شهر لار، مقابل شهرداری، میان قبرستان                                       |                                                                        | ۱۳۸۴/۰۵/۱۹ | صفویه                       |                  |
| ۱۲۷۶۰   | آرامگاه پیرکربلایی علی           | لارستان | شهرستان لارستان، بخش مرکزی، دو کیلومتری جاده قدیم لار، شیراز، کنار کارخانه تولیدخرما                   |                                                                        | ۱۳۸۴/۰۵/۱۹ | اواخر قاجار                 |                  |
| ۱۲۷۶۱   | کاروان‌سرای سه نخود               | لارستان | شهرستان لارستان، بخش مرکزی، کیلومتری ۱۱ جاده لار به بندرلنگه، ۷۰ م سمت چپ جاده                         |                                                                        | ۱۳۸۴/۰۵/۱۹ | قاجاریه                     |                  |
| ۱۲۷۶۲   | آب‌انبار قبرعلی بیگ               | لارستان | شهرستان لارستان، بخش مرکزی، شهر لار، خ آیت الله خامنه‌ای، خ مسیر عبدالعظیم، محله قنبربیگی               |                                                                        | ۱۳۸۴/۰۵/۱۹ | صفویه                       |                  |
| ۱۲۷۶۳   | عصارخانه خور                     | لارستان | شهرستان لارستان، بخش مرکزی، شهر خور، کناره مقبره میر عبدالله                                           |                                                                        | ۱۳۸۴/۰۵/۱۹ | اسلامی ـ صفویه              |                  |
| ۱۲۷۶۴   | آب‌انبار باغ نشاط                 | لارستان | شهرستان لارستان، بخش مرکزی، شهر لار، خ آیت الله خامنه‌ای پشت اداره پست و بانک مرکزی                     |                                                                        | ۱۳۸۴/۰۵/۱۹ | قاجاریه                     |                  |
| ۱۲۷۶۶   | آب‌انبار حاج حسین بائن            | لارستان | شهرستان لارستان، بخش مرکزی، شهر قدیم لار، محله پایین روستای بائن                                       |                                                                        | ۱۳۸۴/۰۵/۱۹ | قاجاریه                     |                  |
| ۱۲۷۶۷   | کاروان‌سرای دشت نیمه              | لارستان | شهرستان لارستان، بخش مرکزی، ۱۷ کیلومتری لار، بندر عباس، صحرای سه نخود، جنب مرغداری ایثارگران           |                                                                        | ۱۳۸۴/۰۵/۱۹ | قاجاریه                     |                  |
| ۱۲۷۶۸   | آب‌انبار زیزگزکوریچان             | لارستان | شهرستان لارستان، بخش مرکزی، شهر قدیم لار، محله کوریچان، ضلع شرقی خ مدرس جنوبی                          |                                                                        | ۱۳۸۴/۰۵/۱۹ | قاجاریه                     |                  |
| ۱۲۷۶۹   | کاروان‌سرای بست فاریاب            | لارستان | شهرستان لارستان، بخش مرکزی، ۲۰ کیلومتری لار، بندرعباس                                                  |                                                                        | ۱۳۸۴/۰۵/۱۹ | صفویه                       |                  |
| ۱۲۷۷۰   | آب‌انبار حاج غلامرضا              | لارستان | شهرستان لارستان، بخش مرکزی، شهر قدیم لار، خ آیت الله خامنه‌ای، خ هنگ، روبروی حسینیه                     |                                                                        | ۱۳۸۴/۰۵/۱۹ | قاجاریه                     |                  |
| ۱۳۷۴۷   | مقبره سید بابای بزرگ پدز         | لارستان | خور، ۱۰۰ م غرب پیر عبداله                                                                              |                                                                        | ۱۳۸۴/۰۸/۲۵ | پهلوی اول                   |                  |
| ۱۳۷۴۸   | آب‌انبار کوره آجر پزی پدز         | لارستان | شهرقدیم لار، ۳ کیلومتری شهر جدید پدز، جنب کوره آجر پزی                                                 |                                                                        | ۱۳۸۴/۰۸/۲۵ | قاجاریه                     |                  |
| ۱۳۷۴۹   | ساباط حسینیه حاج علی وکیل        | لارستان | شهر قدیم لار، خ مدرس جنوبی، کوچه روبروی حسینیه اعظم، کوچه داوری، جنب برکه سبز کوه                      |                                                                        | ۱۳۸۴/۰۸/۲۵ | قاجار                       |                  |
| ۱۳۷۵۰   | آب‌انبار سفید پدز                 | لارستان | شهرقدیم لار، منطقه پدز، ۵۰۰ م مانده به شهرک صنعتی، جاده خاکی سمت چپ، کنار گاوچاه شماره یک پدز          |                                                                        | ۱۳۸۴/۰۸/۲۵ | قاجاریه                     |                  |
| ۱۳۷۵۱   | مسجد حاجی صادقی                  | لارستان | شهرقدیم لار، خ مدرس جنوبی، محله بازار کهنه                                                             |                                                                        | ۱۳۸۴/۰۸/۲۵ | قاجار                       |                  |
| ۱۳۷۵۲   | امامزاده سید عفیف الدین          | لارستان | بیرم، ابتدای ورودی بیرم، کنار مسجد محمد رسول‌الله                                                       |                                                                        | ۱۳۸۴/۰۸/۲۵ | آل بویه                     |                  |
| ۱۶۶۸۲   | قلعه قلات فیشور                  | لارستان | شهرستان لارستان، شهر اوز، دهستان فیشور، روستای فیشور                                                   |                                                                        | ۱۳۸۵/۱۰/۰۳ | قرن ۶ و ۷ ه. ق              |                  |
| ۱۶۶۸۳   | قلعه حاج علی مسیح کریشکی         | لارستان | شهرستان لارستان، شهر بیرم، دهستان بالاده، روستای کریشکی                                                |                                                                        | ۱۳۸۵/۱۰/۰۳ | قاجاریه                     |                  |
| ۱۹۲۹۷   | قلعه سنگی (بنار)                 | لارستان | شهرستان لارستان، بخش بنارویه، جنوب شرقی شهر بنارویه، دامنه و ارتفاعات کوه شاه نشین                     |                                                                        | ۱۳۸۶/۰۵/۰۱ | ساسانی                      |                  |
| ۲۰۸۲۹   | قلعه گبری کریشکی                 | لارستان | شهرستان لارستان، بخش بیرم، دهستان بالاده، جنوب روستای کریشکی                                           |                                                                        | ۱۳۸۶/۱۱/۳۰ | ساسانی                      |                  |
| ۲۳۲۰۳   | آب‌انبار حسن‌آباد                  | لارستان | شهرستان لارستان، بخش بنارویه، دهستان بنارویه، روستای حسن‌آباد، ۳۱ م غرب کاروانسرای کریمی                |                                                                        | ۱۳۸۷/۰۶/۱۸ | قرن ۱۱ ه. ق                 |                  |
| ۲۳۲۱۱   | آب‌انبار نظرعلی بیگ               | لارستان | شهرستان لارستان، بخش مرکزی، شهر لار، ابتدای منطقه بائن، سمت چپ جاده، روبروی امامزاده شیخ حسن           |                                                                        | ۱۳۸۷/۰۶/۱۸ | قرون متاخر اسلامی           |                  |
| ۲۳۲۱۲   | تنب آتشکده                       | لارستان | شهرستان لارستان، بخش بیرم، جاده شهر بیرم به اشکنان، غرب نیروگاه، روبروی اداره ثبت اسناد                |                                                                        | ۱۳۸۷/۰۶/۱۸ | ساسانی                      |                  |
| ۲۳۲۱۵   | سد تنگ عنوه                      | لارستان | شهرستان لارستان، بخش اوز، جنوب غرب شهر اوز، واقع در تنگ عنوه                                           |                                                                        | ۱۳۸۷/۰۶/۱۸ | قرون میانه اسلامی           |                  |
| ۲۳۲۱۶   | آسیاب جویم                       | لارستان | شهرستان لارستان، بخش جویم، ۳ کیلومتری شرق شهر جویم                                                     |                                                                        | ۱۳۸۷/۰۶/۱۸ | صفویه                       |                  |
| ۲۳۲۱۷   | قلعه نقاره‌خانه                   | لارستان | شهرستان لارستان، بخش جویم، دهستان جویم، ۵ کیلومتری جنوب غربی روستای فرشته جان، بر فراز کوه قلات سرخ    |                                                                        | ۱۳۸۷/۰۶/۱۸ | ساسانی                      |                  |
| ۲۳۲۱۹   | مسجد جامع کهنه                   | لارستان | شهرستان لارستان، بخش اوز، دهستان بیدشهر، بافت قدیم روستای کهنه                                         |                                                                        | ۱۳۸۷/۰۶/۱۸ | قرون متاخر اسلامی           |                  |
| ۲۳۳۶۳   | قلعه شاه‌نشین                     | لارستان | شهرستان لارستان، بخش جویم، دهستان هرم، ضلع شرقی روستای کاریان، برفراز کوه شاه نشین                     |                                                                        | ۱۳۸۷/۰۶/۱۸ | ساسانی                      |                  |
| ۲۳۳۶۴   | آب‌انبار میان ده                  | لارستان | شهرستان لارستان، بخش جویم، شهر جویم، واقع در بافت شهر جویم، حد فاصل دو کاروانسرای صفی ورضاقلی          |                                                                        | ۱۳۸۷/۰۶/۱۸ | قرن ۱۱ ه. ق                 |                  |
| ۲۳۳۶۶   | کاروان‌سرای معتمد                 | لارستان | شهرستان لارستان، بخش مرکزی، شهر قدیم لار، خیابان مدرس جنوبی، محله زینبیه، ابتدای کوی گاله              |                                                                        | ۱۳۸۷/۰۶/۱۸ | قرون متاخراسلامی            |                  |
| ۲۳۳۶۷   | حمام قدیم هرمود مهر خوی          | لارستان | شهرستان لارستان، بخش مرکزی، دهستان حومه، روستای هرمود مهرخوی                                           |                                                                        | ۱۳۸۷/۰۶/۱۸ | قرون متاخر اسلامی           |                  |
| ۲۳۳۶۸   | حمام حسن‌آباد                     | لارستان | شهرستان لارستان، بخش بنارویه، دهستان بنارویه، روستای حسن‌آباد، ۱۴ م شمال کاروانسرای کریمی               |                                                                        | ۱۳۸۷/۰۶/۱۸ | قرن ۱۱ ق                    |                  |
| ۲۳۳۶۹   | آرامگاه سید ابواحمد              | لارستان | شهرستان لارستان، بخش جویم، واقع در جنوب شرقی شهر جویم، در جوار جادهٔ جویم، منصورآباد                    |                                                                        | ۱۳۸۷/۰۶/۱۸ | قاجاریه                     |                  |
| ۲۳۳۷۲   | آرامگاه سید تاج الدین            | لارستان | شهرستان لارستان، بخش بنارویه، دهستان بنارویه، شمال قبرستان روستای بختیارویه                            |                                                                        | ۱۳۸۷/۰۶/۱۸ | قاجاریه                     |                  |
| ۲۳۳۷۴   | حمام قطب‌آباد                     | لارستان | شهرستان لارستان، بخش جویم، دهستان جویم، روستای متروکهٔ قطب آباد، ۴/۷ ک. م جنوب آب انبار قطب آباد        |                                                                        | ۱۳۸۷/۰۶/۱۸ | صفویه                       |                  |
| ۲۳۳۹۶   | سد کف بند                        | لارستان | شهرستان لارستان، بخش مرکزی، دهستان حومه، دو کیلومتری غرب روستای هرمود مهر خوی                          |                                                                        | ۱۳۸۷/۰۶/۱۸ | قرون میانه اسلامی           |                  |
| ۲۳۴۰۳   | مسجد شیخ ابی اسحاق               | لارستان | شهرستان لارستان، بخش اوز، دهستان بیدشهر، بافت قدیم روستای کهنه                                         |                                                                        | ۱۳۸۷/۰۶/۱۸ | قرون متاخر اسلامی           |                  |
| ۲۳۴۰۴   | حمام بائن                        | لارستان | شهرستان لارستان، بخش مرکزی، شهر لار، انتهای منطقه بائن                                                 | ۲۷°۳۹′۴۶″شمالی ۵۴°۱۸′۰۶″شرقی / ۲۷٫۶۶۲۷۸۳۴°شمالی ۵۴٫۳۰۱۶۳۵۹°شرقی        | ۱۳۸۷/۰۶/۱۸ | قرون متاخر اسلامی           |                  |
| ۲۳۴۰۵   | تنب بهره                         | لارستان | شهرستان لارستان، بخش بیرم، شهر بیرم، سمت راست خیابان روستایی (جاده بیرم، کریشکی) ، انتهای بیرم         |                                                                        | ۱۳۸۷/۰۶/۱۸ | ساسانی ـ قرون اولیه اسلامی  |                  |
| ۲۳۴۰۶   | قلعه دیسه                        | لارستان | شهرستان لارستان، بخش مرکزی، شهر لار، جنوب غرب منطقه بائن، زمین‌های کشاورزی دیسه                         |                                                                        | ۱۳۸۷/۰۶/۱۸ | ساسانی                      |                  |
| ۲۳۴۰۷   | کاخ رحمت‌آباد                     | لارستان | شهرستان لارستان، بخش جویم، ۱۹ کیلومتری شمال شهر جویم، منطقه رحمت آباد، در جوار آبشار رحمت آباد         |                                                                        | ۱۳۸۷/۰۶/۱۸ | قرون متاخر اسلامی           |                  |
| ۲۳۴۱۱   | کاروان‌سرای کریمی                 | لارستان | شهرستان لارستان، بخش بنارویه، دهستان بنارویه، روستای حسن‌آباد، ۳۰ م شمال امامزاده شاه عبدالملک          |                                                                        | ۱۳۸۷/۰۶/۱۸ | قرن ۱۱ ق                    |                  |
| ۲۳۴۵۰   | آرامگاه شاه احمد خاموش           | لارستان | شهرستان لارستان، بخش جویم، دهستان جویم، روستای کلون، واقع در جهت غربی تنگ ی کلون                       |                                                                        | ۱۳۸۷/۰۶/۱۸ | اوایل قرن ۱۰ ق              |                  |
| ۲۳۴۵۱   | آب‌انبار قطب‌آباد                  | لارستان | شهرستان لارستان، بخش جویم، دهستان جویم، روستای متروکه قطب آباد، شمال آب انبار قطب آباد                 | ۲۸°۰۸′شمالی ۵۳°۳۵′شرقی / ۲۸٫۱۴°شمالی ۵۳٫۵۹°شرقی                        | ۱۳۸۷/۰۶/۱۸ | صفویه                       |                  |
| ۲۳۴۵۳   | قلعه دراز                        | لارستان | شهرستان لارستان، بخش جویم، دهستان جویم، ۳ کیلومتری جنوب شرق روستای منصورآباد                           |                                                                        | ۱۳۸۷/۰۶/۱۸ | ساسانی ـ قرون اولیه اسلامی  |                  |
| ۲۳۴۶۱   | چهارطاقی کنرو                    | لارستان | شهرستان لارستان، بخش مرکزی، دهستان حومه، دو کیلومتری شرق روستای براک                                   |                                                                        | ۱۳۸۷/۰۶/۱۸ | قرون میانه اسلامی           |                  |
| ۲۳۴۶۲   | آب‌انبار دولت‌آباد                 | لارستان | شهرستان لارستان، بخش بیرم، کیلومتری ۵ جاده شهر بیرم به اشکنان، سمت چپ جاده                             | ۳۱°۵۴′۰۶″شمالی ۵۴°۲۰′۵۳″شرقی / ۳۱٫۹۰۱۷۵۶۱°شمالی ۵۴٫۳۴۸۰۶۱°شرقی         | ۱۳۸۷/۰۶/۱۸ | قرون متاخر اسلامی           |                  |
| ۲۳۴۶۳   | کاروان‌سرای شاه عباسی             | لارستان | شهرستان لارستان، بخش مرکزی، دهستان حومه، جنوب روستای هرمود مهر خوی                                     |                                                                        | ۱۳۸۷/۰۶/۱۸ | قرون متاخر اسلامی           |                  |
| ۲۳۴۶۴   | محوطه شهر قدیمی                  | لارستان | شهرستان لارستان، بخش مرکزی، دهستان حومه، دو کیلومتری جنوب غرب روستای هرمود مهرخوی                      |                                                                        | ۱۳۸۷/۰۶/۱۸ | ساسانی تا قرون اولیه اسلامی |                  |
| ۲۳۴۶۵   | تل پس تنب                        | لارستان | شهرستان لارستان، بخش اوز، دهستان بیدشهر، ۳ کیلومتری جنوب روستای هود، واقع در زمین‌های کشاورزی           |                                                                        | ۱۳۸۷/۰۶/۱۸ | هخامنشی                     |                  |
| ۲۴۱۸۶   | کاروان‌سرای لرد میری              | لارستان | شهرستان لارستان، بخش اوز، شهر اوز، میدان دانش، خیابان طاهری، کوچه لرد میری                             |                                                                        | ۱۳۸۷/۱۰/۱۵ | قاجاریه                     |                  |
| ۲۴۱۸۷   | کاروان‌سرای آقا جمالی             | لارستان | شهرستان لارستان، بخش مرکزی، دهستان حومه، ۵ کیلومتری جنوب شرق روستای هرمود مهر خوی                      |                                                                        | ۱۳۸۷/۱۰/۱۵ | قرون متاخر اسلامی           |                  |
| ۲۶۶۲۵   | پل آباره دشتو                    | لارستان | شهرستان لارستان، بخش مرکزی، دهستان حومه، روستای هرمود مهر خوی                                          |                                                                        |            | قرون متاخر اسلامی           |                  |
| ۲۶۶۳۰   | قلعه بهره شهرستان                | لارستان | شهرستان لارستان، بخش بنارویه، جنوب شرقی شهر بنارویه، منتهی الیه ساختمانهای مسکونی شهر                  |                                                                        |            | قرون اولیه اسلامی           |                  |